# Calyptrocalyx lauterbachianus
Calyptrocalyx lauterbachianus är en enhjärtbladig växtart som beskrevs av Otto Warburg och Odoardo Beccari. Calyptrocalyx lauterbachianus ingår i släktet Calyptrocalyx och familjen Arecaceae. Inga underarter finns listade i Catalogue of Life.